# Sent Just (Alta Viena)
Sent Just (en francès Saint-Just-le-Martel) és un municipi francès situat al departament de l'Alta Viena i a la regió de la Nova Aquitània.

## Demografia
| 1962                                       | 1968  | 1975  | 1982  | 1990  | 1999  | 2007  |
| ------------------------------------------ | ----- | ----- | ----- | ----- | ----- | ----- |
| 965                                        | 1.044 | 1.213 | 1.530 | 1.825 | 1.959 | 2.349 |
| Des de 1962: població sense dobles comptes |       |       |       |       |       |       |

## Administració
| Període | Identitat            | Partit |
| ------- | -------------------- | ------ |
| 2001-   | Gérard Vandenbroucke | PS     |